# St. Peter und Paul (Obersiggingen)

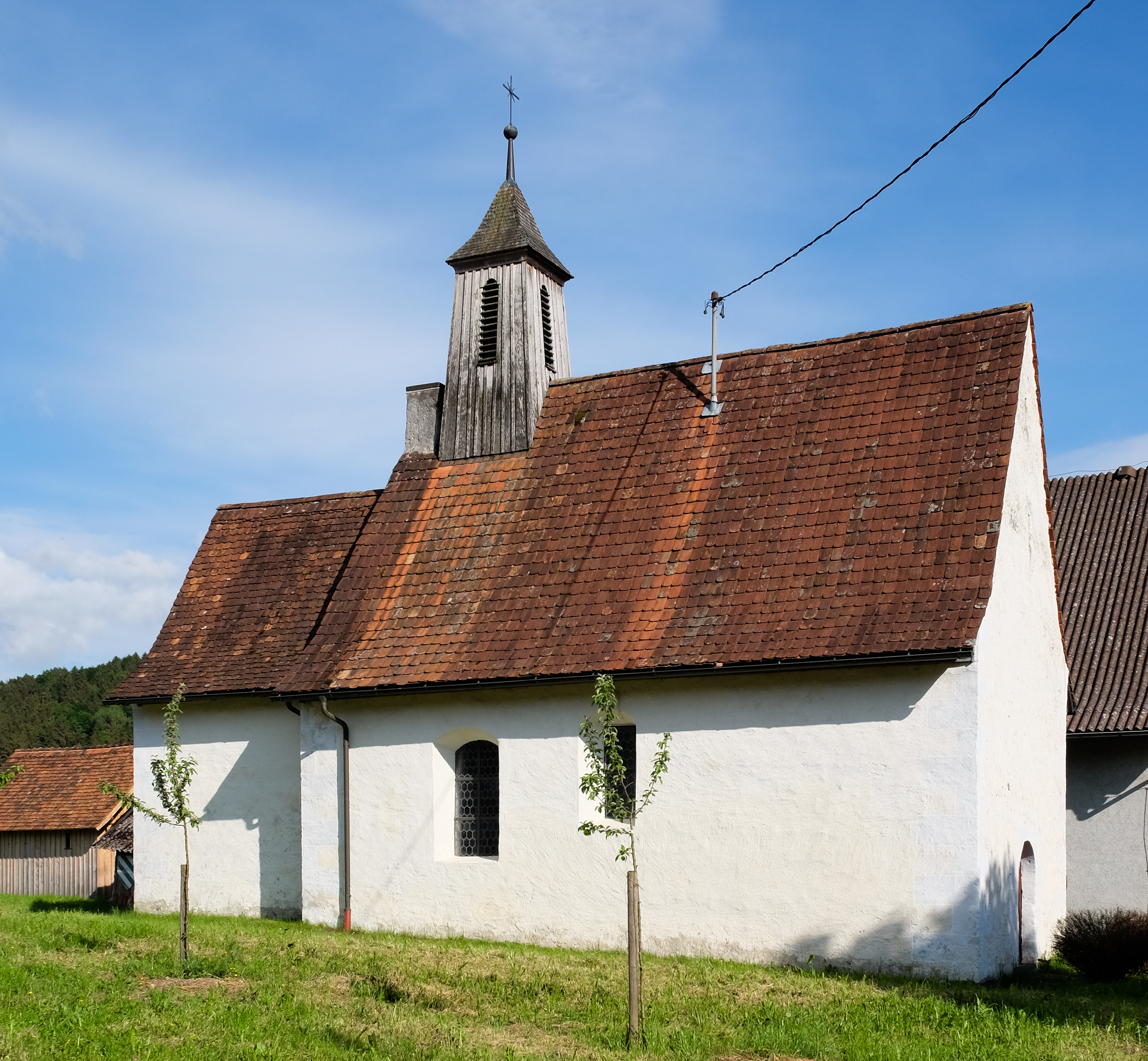
St. Peter und Paul in Obersiggingen

Die römisch-katholische Kapelle St. Peter und Paul steht in dem Teilort Obersiggingen der Gemeinde Deggenhausertal im Bodenseekreis in Baden-Württemberg. Die Kapelle gehört zum Erzbistum Freiburg. Das Bauwerk ist beim Landesamt für Denkmalpflege Baden-Württemberg als Baudenkmal eingetragen.

## Beschreibung
Die romanische Saalkirche wurde im 15./16. Jahrhundert mit einem steilen Satteldach versehen. Sie besteht aus einem Langhaus und einem eingezogenen, rechteckigen Chor im Osten. Auf dem Dach des Langhauses wurde 1994 im Osten ein mit Holz verkleideter Dachreiter errichtet, in dessen Glockenstuhl eine Kirchenglocke hängt.
Der Innenraum des Langhauses ist mit einer Kassettendecke überspannt, auf der die Krönung Mariens dargestellt ist. Er ist dem Chor durch einen Triumphbogen verbunden.